# Christian Sørum
Christian Sandlie Sørum (Oslo, 3 de diciembre de 1995) es un deportista noruego que compite en voleibol, en la modalidad de playa.
Participó en dos Juegos Olímpicos de Verano, obteniendo dos medallas, oro en Tokio 2020 y bronce en París 2024, en el torneo masculino (haciendo pareja con Anders Mol).
Ganó dos medallas en el Campeonato Mundial de Vóley Playa, oro en 2022 y bronce en 2019, y seis medallas en el Campeonato Europeo de Vóley Playa entre los años 2018 y 2025.
Fue el abanderado de Noruega en la ceremonia de apertura de los Juegos Olímpicos de París 2024 junto con la jugadora de balonmano Katrine Lunde.

## Palmarés internacional
| Juegos Olímpicos   | Juegos Olímpicos       | Juegos Olímpicos  | Juegos Olímpicos |
| Año                | Lugar                  | Medalla           | Pareja           |
| ------------------ | ---------------------- | ----------------- | ---------------- |
| 2020               | Tokio (Japón)          | Medalla de oro    | Anders Mol       |
| 2024               | París (Francia)        | Medalla de bronce | Anders Mol       |
| Campeonato Mundial |                        |                   |                  |
| Año                | Lugar                  | Medalla           | Pareja           |
| 2019               | Hamburgo (Alemania)    | Medalla de bronce | Anders Mol       |
| 2022               | Roma (Italia)          | Medalla de oro    | Anders Mol       |
| Campeonato Europeo |                        |                   |                  |
| Año                | Lugar                  | Medalla           | Pareja           |
| 2018               | La Haya (Países Bajos) | Medalla de oro    | Anders Mol       |
| 2019               | Moscú (Rusia)          | Medalla de oro    | Anders Mol       |
| 2020               | Jūrmala (Letonia)      | Medalla de oro    | Anders Mol       |
| 2021               | Viena (Austria)        | Medalla de oro    | Anders Mol       |
| 2022               | Múnich (Alemania)      | Medalla de bronce | Anders Mol       |
| 2025               | Düsseldorf (Alemania)  | Medalla de oro    | Anders Mol       |